# Gallicana grisea
Gallicana grisea är en insektsart som beskrevs av Victor Lallemand 1920. Gallicana grisea ingår i släktet Gallicana och familjen spottstritar. Inga underarter finns listade i Catalogue of Life.